# Iwona Kuczyńska
Iwona Kuczyńska (ur. 22 lutego 1961) – polska tenisistka, jedna z czołowych zawodniczek kraju, rakieta nr 64 na świecie (12 października 1987).

## Kariera tenisowa
Jako deblistka osiągnęła najwyższą pozycję 35. w rankingach światowych (w 1987). Jedyny turniej zawodowy, jaki wygrała, to również impreza deblowa.
Na French Open w 1981 roku pokonała Barbarę Jordan, a uległa Brytyjce Virginii Wade w trzeciej rundzie. Przez kolejne kilka lat większość jej startów kończyła się na eliminacjach (m.in. trzecia runda eliminacji do French Open 1986). Wygrała turniej rangi ITF w Bayonne. Zakwalifikowała się do French Open 1987, gdzie w drugiej rundzie trafiła na Niemkę Claudię Kohde-Kilsch, z którą przegrała w dwóch setach 2:6, 2:6. Inna Niemka, Sylvia Hanika, zablokowała jej drogę do dalszych rund Wimbledonu w tym samym roku już na trzeciej rundzie. W drugiej rundzie US Open uległa Pam Shriver. Podczas French Open 1988 już w pierwszej rundzie trafiła na Arantxę Sánchez Vicario, z którą przegrała 2:6, 0:6. W pierwszej rundzie Australian Open 1989 uległa Lisie O’Neill. W Miami przegrała z Kateriną Maleewą, a Berlinie z Nathalie Tauziat. W pierwszej rundzie w Eastbourne Polka trafiła na czołową zawodniczkę świata, Chris Evert. Podczas ostatniego w karierze występu singlowego w Limoges przegrała w pierwszej rundzie (1990).
Jej deblowymi partnerkami były m.in. Mima Jaušovec, Anne Minter, Julie Halard-Decugis, Martina Navrátilová i Ann Devries.

## Życie prywatne
Jest lesbijką.

## Finały turniejów WTA
| Legenda                | Legenda |
| ---------------------- | ------- |
| Wielki Szlem           |         |
| Igrzyska olimpijskie   |         |
| WTA Tour Championships |         |
| 1971 – 1987            |         |
| Virginia Slims Circuit |         |
| Grand Prix Series      |         |
| Colgate Series         |         |
| 1988 – 2008            |         |
| Kategoria I            |         |
| Kategoria II           |         |
| Kategoria III          |         |
| Kategoria IV           |         |
| Kategoria V            |         |

### Gra podwójna 3 (1-2)
| Końcowy wynik | Nr | Data                 | Turniej     | Nawierzchnia    | Partnerka           | Przeciwniczki                | Wynik finału |
| ------------- | -- | -------------------- | ----------- | --------------- | ------------------- | ---------------------------- | ------------ |
| Finalistka    | 1. | 7 marca 1983         | Pittsburgh  | Dywanowa (hala) | Trey Lewis          | Candy Reynolds Paula Smith   | 2:6, 2:6     |
| Finalistka    | 2. | 23 września 1984     | San Diego   | Twarda          | Terry Holladay      | Betsy Nagelsen Paula Smith   | 2:6, 4:6     |
| Zwyciężczyni  | 1. | 16 października 1988 | Filderstadt | Dywanowa (hala) | Martina Navrátilová | Raffaella Reggi Elna Reinach | 6:1, 6:4     |

## Wygrane turnieje rangi ITF
| turnieje z pulą nagród 100 000 $ |
| turnieje z pulą nagród 75 000 $  |
| turnieje z pulą nagród 50 000 $  |
| turnieje z pulą nagród 25 000 $  |
| turnieje z pulą nagród 15 000 $  |
| turnieje z pulą nagród 10 000 $  |

### Gra pojedyncza
|    | Data       | Turniej | Kat. | ($)    | Naw.     | Finalistka       | Wynik         |
| 1. | 19/01/1987 | Bajonna | ITF  | 10 000 | dywanowa | Catherine Mothes | 2:6, 6:3, 6:4 |

### Gra podwójna
|    | Data       | Turniej   | Kat. | ($)    | Naw.     | Partnerka      | Finalistki                        | Wynik         |
| 1. | 21/07/1986 | Vaihingen | ITF  | 10 000 | ziemna   | Hana Fukarkova | Anneli Bjork Sarah Sullivan       | 7:5, 6:0      |
| 2. | 26/03/1990 | Limoges   | ITF  | 25 000 | dywanowa | Anna Devries   | Catherine Tanvier Sandrine Testud | 6:3, 3:6, 6:4 |